# Eduardo Suplicy
Eduardo Suplicy, all'anagrafe Eduardo Matarazzo Suplicy (San Paolo, 21 giugno 1941), è un politico ed economista brasiliano.

## Biografia
Eduardo Suplicy è nato a San Paolo, il 21 giugno 1941, figlio di Paulo Cochrane Suplicy e Filomena Matarazzo Suplicy (morta a 105 anni nel 2013), a sua volta nipote di Francesco Matarazzo: è cresciuto con due fratellastri, nati dal primo matrimonio di Filomena, e otto fratelli.
Ha conseguito due lauree, la prima presso la Fundação Getúlio Vargas School of Business Administration (FGV) e la seconda presso la Michigan State University, dove ha anche completato il master e il dottorato (PhD). Il 2 febbraio 2016 gli è stata assegnata una laurea honoris causa dall'Université Catholique de Louvain.
È stato docente universitario dal 1966 fino al pensionamento nel 2012, conciliando l'attività accademica con la politica.
Nel 1975 è stato redattore economico della Revista Visão, dove ha lavorato con Vladimir Herzog. Dal 1976 al 1980 ha scritto articoli di economia per la Folha de S.Paulo. In quel periodo ha conosciuto Luiz Inácio Lula da Silva, all'epoca leader sindacale.
Negli anni 80 ha tentato di venire in aiuto di Anderson Herzer, una problematica ragazza morta poi suicida appena ventenne.
Il percorso politico di Suplicy, costantemente caratterizzato dalla lotta contro ogni forma di fascismo, è iniziato nel 1978, con l'elezione a deputato statale dell'ex MDB. Nel 1982 è stato nominato deputato federale dell'allora neonato PT, dopo aver contribuito alla fondazione del nuovo partito. Si è candidato a sindaco di San Paolo nel 1985 (perdendo contro Jânio Quadros) e nel 1992 (battuto da Paulo Maluf) e a governatore nel 1986 (sconfitto da Orestes Quércia). È stato il consigliere più votato di San Paolo nelle elezioni del 1988, ottenendo cinque volte più voti del secondo consigliere più votato; ha occupato la carica di presidente del Consiglio comunale nel biennio 1989-1990.
Nel 1998 è stato rieletto per il suo secondo mandato, con 6.718.463 voti (43,1%), battendo l'ex cestista Oscar Schmidt (PPB), che era sostenuto da Paulo Maluf.
Nel 2002 si è candidato alle primarie del PT per la presidenza della repubblica, ma ha preso solo il 15,6%.
Nel 2003, quando un gruppo di deputati federali e senatori del PT (in maggioranza fondatori del partito), guidati dalla senatrice dello stato di Alagoas, Heloísa Helena, e composto dai deputati Babá e Luciana Genro, sono stati espulsi dal partito, Suplicy è stato uno dei pochi membri del partito a difendere i dissidenti, irritando i leader del PT. Questo gruppo di dissidenti avrebbe poi fondato il Partito Socialismo e Libertà (PSOL).
Nel 2004, in qualità di senatore, Suplicy è stato innalzato dal presidente Lula al grado di Grande Ufficiale speciale dell'Ordine al Merito Militare.
Nell'ottobre 2006 è stato rieletto senatore per il terzo mandato di San Paolo, con 8.986.803 voti (47,82%) in una votazione più serrata delle altre.
Nel 2014 si è candidato per il suo quarto mandato, ma è finito al secondo posto, con 6.176.499 voti (32,5%) sconfitto dal candidato del PSDB, José Serra, che ha ottenuto il 58,49% dei voti.
Il 2 aprile 2016 ha rassegnato le dimissioni dalla carica di segretario per poter diventare eleggibile alla carica di consigliere alle elezioni del 2016.
Il 25 luglio 2016, Suplicy è stato trattenuto per tre ore nel 75º distretto di polizia dalla Polizia Civile di San Paolo per disobbedienza civile dopo essersi sdraiato per strada durante una protesta contro un esproprio nella Zona Ovest di San Paolo.
È stato il consigliere più votato di San Paolo alle elezioni del 2016 con 301.446 consensi (5,62% dei voti validi), ottenedo quasi tre volte più voti del secondo consigliere più votato. È stato il consigliere più votato nella storia della città di San Paolo.
Nelle elezioni del 2018 si è candidato a senatore di San Paolo per la quinta volta, classificandosi però solo al terzo posto con 4.667.565 voti (13,3%).
Nelle elezioni del 2020, Eduardo Suplicy era il pre-candidato del PT a sindaco di San Paolo. Tuttavia ha poi rinunciato, comunicando il suo sostegno all'ex ministro della Sanità Alexandre Padilha. Eduardo Suplicy è stato rieletto consigliere sempre nel 2020, con quasi 170mila voti.
Nelle elezioni del 2022, è stato eletto con 807.015 voti alla carica di deputato dello Stato, ritornando così dopo 40 anni nell'Assemblea Legislativa dello Stato di San Paolo.
Nel 2023 ha rivelato di essere affetto dalla malattia di Parkinson e di contrastarla con l'assunzione della cannabis. Nel 2024 gli è stato diagnosticato un linfoma non Hodgkin. 

## Vita privata
È stato sposato dal 1964 al 2001 con Marta Suplicy, per alcuni anni sindaca di San Paolo. La coppia ha poi divorziato. Dal matrimonio sono nati tre figli maschi, due dei quali sono i cantanti Supla e João Suplicy.